# David Bedford (Leichtathlet)
David Bedford OBE (David Colin „Dave“ Bedford; * 30. Dezember 1949 in London) ist ein ehemaliger britischer Langstreckenläufer, der Anfang der 1970er Jahre zur Weltspitze zählte.

## Leben
1969 gewann er das Juniorenrennen des Cross der Nationen.
1971 siegte er beim Cross der Nationen in der Erwachsenenkategorie und stellte zwei Europarekorde auf: am 12. Juni in Edinburgh über 5000 Meter (13:22,2 min) und am 10. Juli in Portsmouth über 10.000 Meter (27:47,0 min). Bei den Europameisterschaften in Helsinki führte er bis kurz vor Schluss im 10.000-Meter-Rennen, hatte dann aber dem phänomenalen Schlussspurt von Juha Väätäinen und Jürgen Haase nichts entgegenzusetzen und fiel auf den sechsten Platz zurück.
Im Jahr darauf wurde er englischer Meister über 5000 und 10.000 Meter und stellte dabei mit 13:17,2 einen weiteren Europarekord über 5000 Meter auf. Bei den Olympischen Spielen in München wurde er Zwölfter über 5000 Meter und Sechster über 10.000 Meter.
1973 stellte er bei der englischen Meisterschaft mit 27:30,8 min einen Weltrekord über 10.000 Meter auf. Für England startend, wurde er bei den British Commonwealth Games 1974 Vierter über dieselbe Distanz und Elfter über 5000 Meter. Danach führten Verletzungen dazu, dass er seine Karriere beenden musste.
David Bedford ist 1,83 m groß und wog zu Wettkampfzeiten 66 kg. Er startete für die Shaftesbury Barnet Harriers und wurde von Bob Parker trainiert. Sein wöchentlicher Trainingsumfang betrug 320 km (200 Meilen). Die Kennzeichen des Athleten mit dem Spitznamen „Bootsie“ waren langes Haar, ein Schnauzbart und rote Socken. Seit 1989 ist er für den London-Marathon tätig, bei dem er derzeit den Posten des Renndirektors innehat.
Im Jahr 2014 wurde er zum Officer des Order of the British Empire ernannt.

## Persönliche Bestzeiten
- 2000 m: 5:03,16 min, 8. Juli 1972, London
- 3000 m: 7:46,4 min, 21. Juni 1972, Löwen
  - Halle: 7:53,4 min, 29. Januar 1972, Cosford
- 5000 m: 13:17,21 min, 14. Juli 1972, London
- 10.000 m: 27:30,80 min, 13. Juli 1973, London
- 3000 m Hindernis: 8:28,6 min, 10. September 1971, London